# Мејнор (Пенсилванија)
Мејнор (енгл. Manor) град је у америчкој савезној држави Пенсилванија.

## Демографија
По попису из 2010. године број становника је 3.239, што је 443 (15,8%) становника више него 2000. године.
| Група             | 2000.         | 2010.         |
| Белци             | 2.758 (98,6%) | 3.158 (97,5%) |
| Афроамериканци    | 3 (0,1%)      | 10 (0,3%)     |
| Азијати           | 6 (0,2%)      | 25 (0,8%)     |
| Хиспаноамериканци | 24 (0,9%)     | 24 (0,7%)     |
| Укупно            | 2.796         | 3.239         |